# Rina Takeda
Rina Takeda (武田 梨奈 Takeda Rina?, 15 de junio de 1991 en Yokohama, Prefectura de Kanagawa) es una actriz y Karateka (cinturón negro) japonesa.

## Biografía

### Primeros años
Comenzó a practicar karate a los 10 años. En aquel momento, y tras ver perder tanto a su padre como a su hermano en un combate, decidió que tenía que ser ella quien vengará su derrota. Al día siguiente se apuntó a un dōjō e inició sus clases.

### 1.ercasting-audición
Fue en 2005 cuando Rina se presentó a las prueba para acceder a un conocido grupo musical japonés:
- Morning Musume.

Este grupo, íntegramente femenino, estaba en plena selección de las componentes que darían lugar a su 7a generación. Rina llegó hasta el final siendo superada por, la hoy ya "graduada", Koharu Kusumi.

## Filmografía

### Cine
- Kowai Dōyō como Narumi Haneda (2007)
- High Kick Girl! como Kei Tsuchiya (2009).
- Shojo Senshi Den Sion o 少女戦士伝　シオン como Azami (2010)[2]
- Karate Girl como Ayaka Kurenai / Ayaka Ikegami (2011).
- The Kunoichi: Ninja Girl como Kisaragi (2011).
- Avec Punch como Etsu (2011).
- Afro Tanaka como Kondo-san (2012)
- Dead Sushi como Keiko (2012).
- Nuigulumar Z como Nuigulumar Z / Kill Billy (2013).
- Danger Dolls como Rei (2014).
- Attack on Titan como Lil (2015)[3][4]
- Attack on Titan: End of the World como Lil (2015)

### Tv
- The Ancient Dogoo Girl, 2a temporada (2010).[5]

## Premios
- Mejor actriz por Dead Sushi (2012) - Otorgado en el 8avo Fantastic Fest de Austin (20-27 de septiembre del 2012)